# Francesco Valiani
Francesco Valiani (Pistoia, 29 ottobre 1980) è un allenatore di calcio ed ex calciatore italiano, di ruolo centrocampista, collaboratore tecnico della squadra Under 19 femminile della Fiorentina.

## Biografia
Nel maggio 2007 è stato testimonial della Federazione Nazionale Diabete Giovanile, contribuendo in prima persona alla lotta contro il diabete infantile e giovanile di tipo 1.

## Caratteristiche tecniche
Apprezzato per polivalenza e intelligenza tattica ha coperto per lunghi tratti della sua carriera il ruolo di esterno di centrocampo (sua posizione tradizionale) e di mezzala, sia a destra che a sinistra, ma in caso di necessità è stato impiegato anche da mediano,   in cabina di regia, da trequartista o da terzino.
In grado di abbinare qualità e quantità, era un calciatore in possesso di una corsa scoppiettante, a cui abbinava ottime capacità d'inserimento e discrete doti balistiche, che gli consentivano di essere incisivo con continuità sotto rete.

## Carriera
Cresce nelle giovanili della Pistoiese, squadra della sua città natale. Nella stagione 1999-2000 viene aggregato alla prima squadra, ma senza esordire ufficialmente. La dirigenza, valutando la necessità di fargli accumulare minuti ed esperienza, decide di mandarlo a maturare in prestito. Il primo vero capitolo della sua carriera professionistica si apre con il trasferimento in prestito alla Maceratese, allora militante nella Serie C2 2000-2001, torneo in cui totalizza 3 reti in 27 presenze più due gare dei play-out che condannano i marchigiani alla retrocessione in Serie D. La Pistoiese decide di mandarlo in prestito anche l'anno seguente, questa volta all'Imolese, sempre in C2, squadra che chiude all'ottavo posto in classifica.
Dalla stagione 2002-2003 rimane alla Pistoiese, facendo parte stabilmente della prima squadra militante in Serie C1 sotto la guida tecnica di Walter Mazzarri, collezionando le prime 28 presenze e 2 gol in categoria. Prosegue il proprio percorso in arancione nelle due stagioni successive, sempre in C1, arrivando a indossare la fascia di capitano già nel campionato 2004-2005. In questo triennio si mette in luce con 92 presenze e 12 reti.
Le sue prestazioni attirano l'attenzione dei dirigenti del Rimini, società neopromossa in Serie B che nel luglio 2005 acquista in comproprietà sia lui sia il compagno di squadra Emmanuel Cascione. Entrambi sottoscrivono un contratto triennale. Con le sue accelerazioni contribuisce dapprima alla salvezza dei biancorossi guidati da Leonardo Acori. Nella stagione successiva prende parte alla lotta per la promozione in una Serie B 2006-2007 caratterizzata anche dalla presenza di Juventus, Napoli e Genoa, chiusa dal Rimini al quinto posto. Valiani inizia a Rimini anche la stagione 2007-2008, in una formazione orfana del patron Vincenzo Bellavista deceduto pochi mesi prima, fintanto che non viene ceduto nel mercato invernale su richiesta del giocatore, desideroso di mettersi alla prova su palcoscenici più importanti.
Il 31 gennaio 2008 approda dunque al Bologna, formazione in quel momento in testa al campionato cadetto, che a fine stagione concretizza la promozione nella massima serie. Alla sua prima partita in Serie A, il 31 agosto 2008, è protagonista a San Siro contro il Milan, siglando con un tiro da fuori area la rete decisiva per il successo felsineo. La sua permanenza in rossoblù dura complessivamente due stagioni e mezza, durante le quali è presenza stabile del centrocampo emiliano. Oltre alla già citata promozione dalla Serie B alla A, durante questo periodo il club ottiene due salvezze.
Il 30 gennaio 2010 passa in compartecipazione al Parma in cambio di Andrea Pisanu, approdato ai rossoblù con la stessa formula. Al suo primo anno con la maglia dei ducali, la squadra conclude il campionato al dodicesimo posto. Il 24 giugno 2011 il Parma risolve la comproprietà a proprio favore, acquisendo interamente il cartellino del giocatore. Nel secondo anno Valiani contribuisce al raggiungimento dell'ottavo posto in classifica.
Il 14 luglio 2012 viene ufficialmente tesserato dal Siena con un contratto triennale. Il 23 settembre seguente, entrando dalla panchina al posto di Zé Eduardo, realizza la rete che chiude il match sul 2-0 contro l'Inter allo San Siro, consentendo al Siena di ottenere la sua prima vittoria storica contro i neroazzurri.
Voluto dal tecnico Mario Beretta che lo aveva allenato nella precedente esperienza al Siena, 22 luglio 2014 si lega per due stagioni al Latina, in Serie B. Il 27 agosto 2015 firma un contratto biennale con il Bari, con cui disputa un altro biennio nel torneo cadetto.
Il 20 gennaio 2017 passa al Livorno, in Lega Pro. Con la squadra amaranto il 5 ottobre 2017 rinnova il proprio contratto fino a giugno 2019.
Il 14 luglio 2019 la Pistoiese annuncia il ritorno di Valiani in maglia arancione, a 14 anni di distanza dalla sua precedente esperienza, con la firma di un contratto biennale in Serie C. Il 26 agosto 2021 il giocatore prolunga il proprio accordo con il club toscano per un'ulteriore stagione.
Il 1º luglio 2022, all'età di quasi 42 anni, non rinnova il contratto, ponendo di fatto fine alla sua carriera agonistica.
Dal febbraio 2023 sino al termine della stagione scende in campo con gli amatori dell'Hellas Chiesina, partecipando e vincendo il campionato UISP provinciale.

### Allenatore
Conclusa la carriera da calciatore, nell'ottobre del 2023 consegue il patentino UEFA B. Successivamente, diventa collaboratore tecnico della formazione Under 19 della Fiorentina femminile. 
Nel settembre del 2024, dopo aver completato il corso specifico presso il Settore Tecnico della FIGC a Coverciano, consegue la licenza UEFA A, che consente di guidare tutte le squadre giovanili (comprese le Primavera), tutte le squadre femminili e le prime squadre maschili fino alla Serie C inclusa.

## Statistiche

### Presenze e reti nei club
| Stagione         | Squadra          | Campionato       | Campionato | Campionato | Coppe nazionali | Coppe nazionali | Coppe nazionali | Coppe continentali | Coppe continentali | Coppe continentali | Altre coppe | Altre coppe | Altre coppe | Totale | Totale |
| Stagione         | Squadra          | Comp             | Pres       | Reti       | Comp            | Pres            | Reti            | Comp               | Pres               | Reti               | Comp        | Pres        | Reti        | Pres   | Reti   |
| ---------------- | ---------------- | ---------------- | ---------- | ---------- | --------------- | --------------- | --------------- | ------------------ | ------------------ | ------------------ | ----------- | ----------- | ----------- | ------ | ------ |
| 2000-2001        | Maceratese       | C2               | 27+2       | 3          | CI-C            | 0               | 0               | -                  | -                  | -                  | -           | -           | -           | 29     | 3      |
| 2001-2002        | Imolese          | C2               | 25         | 1          | CI-C            | 0               | 0               | -                  | -                  | -                  | -           | -           | -           | 25     | 1      |
| 2002-2003        | Pistoiese        | C1               | 28         | 2          | CI+CI-C         | 2+2             | 0               | -                  | -                  | -                  | -           | -           | -           | 32     | 2      |
| 2003-2004        | Pistoiese        | C1               | 31         | 4          | CI-C            | 4               | 0               | -                  | -                  | -                  | -           | -           | -           | 35     | 4      |
| 2004-2005        | Pistoiese        | C1               | 33         | 6          | CI-C            | 2               | 0               | -                  | -                  | -                  | -           | -           | -           | 35     | 6      |
| 2005-2006        | Rimini           | B                | 33         | 2          | CI              | 0               | 0               | -                  | -                  | -                  | -           | -           | -           | 33     | 2      |
| 2006-2007        | Rimini           | B                | 38         | 4          | CI              | 2               | 1               | -                  | -                  | -                  | -           | -           | -           | 40     | 5      |
| 2007-gen. 2008   | Rimini           | B                | 21         | 3          | CI              | 3               | 3               | -                  | -                  | -                  | -           | -           | -           | 24     | 6      |
| Totale Rimini    | Totale Rimini    | Totale Rimini    | 92         | 9          |                 | 5               | 4               |                    | -                  | -                  |             | -           | -           | 97     | 13     |
| gen.-giu. 2008   | Bologna          | B                | 19         | 5          | CI              | -               | -               | -                  | -                  | -                  | -           | -           | -           | 19     | 5      |
| 2008-2009        | Bologna          | A                | 34         | 2          | CI              | 1               | 0               | -                  | -                  | -                  | -           | -           | -           | 35     | 2      |
| 2009-gen. 2010   | Bologna          | A                | 19         | 0          | CI              | 1               | 0               | -                  | -                  | -                  | -           | -           | -           | 20     | 0      |
| Totale Bologna   | Totale Bologna   | Totale Bologna   | 72         | 7          |                 | 2               | 0               |                    | -                  | -                  |             | -           | -           | 74     | 7      |
| gen.-giu. 2010   | Parma            | A                | 14         | 0          | CI              | -               | -               | -                  | -                  | -                  | -           | -           | -           | 14     | 0      |
| 2010-2011        | Parma            | A                | 35         | 0          | CI              | 2               | 0               | -                  | -                  | -                  | -           | -           | -           | 37     | 0      |
| 2011-2012        | Parma            | A                | 26         | 1          | CI              | 2               | 0               | -                  | -                  | -                  | -           | -           | -           | 28     | 1      |
| Totale Parma     | Totale Parma     | Totale Parma     | 75         | 1          |                 | 4               | 0               |                    | -                  | -                  |             | -           | -           | 79     | 1      |
| 2012-2013        | Siena            | A                | 22         | 2          | CI              | 2               | 0               | -                  | -                  | -                  | -           | -           | -           | 24     | 2      |
| 2013-2014        | Siena            | B                | 36         | 0          | CI              | 4               | 2               | -                  | -                  | -                  | -           | -           | -           | 40     | 2      |
| Totale Siena     | Totale Siena     | Totale Siena     | 58         | 2          |                 | 6               | 2               |                    | -                  | -                  |             | -           | -           | 64     | 4      |
| 2014-2015        | Latina           | B                | 32         | 3          | CI              | 2               | 0               | -                  | -                  | -                  | -           | -           | -           | 34     | 3      |
| ago. 2015        | Latina           | B                | 0          | 0          | CI              | 1               | 0               | -                  | -                  | -                  | -           | -           | -           | 1      | 0      |
| Totale Latina    | Totale Latina    | Totale Latina    | 32         | 3          |                 | 3               | 0               |                    | -                  | -                  |             | -           | -           | 35     | 3      |
| ago. 2015-2016   | Bari             | B                | 34+1       | 4          | CI              | -               | -               | -                  | -                  | -                  | -           | -           | -           | 35     | 4      |
| 2016-gen. 2017   | Bari             | B                | 17         | 0          | CI              | 2               | 0               | -                  | -                  | -                  | -           | -           | -           | 19     | 0      |
| Totale Bari      | Totale Bari      | Totale Bari      | 51+1       | 4          |                 | 2               | 0               |                    | -                  | -                  |             | -           | -           | 54     | 4      |
| gen.-giu. 2017   | Livorno          | LP               | 16+5       | 1          | CI+CI-LP        | -               | -               | -                  | -                  | -                  | -           | -           | -           | 21     | 1      |
| 2017-2018        | Livorno          | C                | 33         | 4          | CI+CI-C         | 2+0             | 0               | -                  | -                  | -                  | SC          | 0           | 0           | 35     | 4      |
| 2018-2019        | Livorno          | B                | 30         | 0          | CI              | 2               | 0               | -                  | -                  | -                  | -           | -           | -           | 32     | 0      |
| Totale Livorno   | Totale Livorno   | Totale Livorno   | 79+5       | 5          |                 | 4               | 0               |                    | -                  | -                  |             | 0           | 0           | 88     | 5      |
| 2019-2020        | Pistoiese        | C                | 25         | 2          | CI-C            | 2               | 0               | -                  | -                  | -                  | -           | -           | -           | 14     | 2      |
| 2020-2021        | Pistoiese        | C                | 33         | 5          | -               | -               | -               | -                  | -                  | -                  | -           | -           | -           | 33     | 5      |
| 2021-2022        | Pistoiese        | C                | 18         | 0          | CI-C            | -               | -               | -                  | -                  | -                  | -           | -           | -           | 18     | 0      |
| Totale Pistoiese | Totale Pistoiese | Totale Pistoiese | 168        | 19         |                 | 12              | 0               |                    | -                  | -                  |             | -           | -           | 180    | 19     |
| Totale carriera  | Totale carriera  | Totale carriera  | 687        | 54         |                 | 38              | 6               |                    | -                  | -                  |             | 0           | 0           | 725    | 60     |

## Palmarès

### Club

#### Competizioni nazionali
- Serie C: 1

Livorno: 2017-2018 (Girone A)